# Povertà estrema

Grafico della popolazione mondiale che vive in regime quotidiano di 1/1.25/2 equivalente a US$ del 2005 (in rosso) e come proporzione della popolazione mondiale (in blu) dal 1981 al 2008 sulla base dei dati della Banca Mondiale

Rosso = Numero di persone che vivono in povertà estrema - dal 1820. Verde = Popolazione non povera; Rosso = Povertà popolazione.

Popolazione totale che vive in condizioni di povertà estrema, per regione del mondo dal 1987 al 2013.

La povertà estrema o povertà assoluta è la più dura condizione di povertà, nella quale non si dispone - o si dispone con grande difficoltà o intermittenza - delle primarie risorse per il sostentamento umano, come l'acqua, il cibo, il vestiario e l'abitazione.
Nel 2018, la Banca Mondiale considera tale la condizione di povertà di chi vive con meno di 1,90 dollari al giorno.
La stessa Banca Mondiale ha stimato in circa 750 Mln il numero di persone sulla Terra che hanno vissuto nella condizione di povertà estrema nell'anno 2018.

## Previsioni ONU
I dati forniscono il numero di individui poveri al di sotto della linea statistica, stabilita dalle Nazioni Unite nel 2012.
| Paese                            | Popolazione % sotto la soglia della povertà |
| -------------------------------- | ------------------------------------------- |
| Ciad                             | 80                                          |
| Haiti                            | 80                                          |
| Liberia                          | 80                                          |
| Repubblica Democratica del Congo | 71                                          |
| Sierra Leone                     | 70                                          |
| Nigeria                          | 70                                          |
| Suriname                         | 70                                          |
| Swaziland                        | 69                                          |
| Zimbabwe                         | 68                                          |
| Burundi                          | 68                                          |
| São Tomé e Príncipe              | 66                                          |
| Zambia                           | 64                                          |
| Niger                            | 63                                          |
| Comore                           | 60                                          |
| Honduras                         | 60                                          |
| Namibia                          | 56                                          |
| Senegal                          | 54                                          |
| Mozambico                        | 54                                          |
| Guatemala                        | 54                                          |
| Malawi                           | 51                                          |
| Messico                          | 51                                          |
| Bolivia                          | 51                                          |
| Kenya                            | 50                                          |
| Eritrea                          | 50                                          |
| Madagascar                       | 50                                          |
| Sudafrica                        | 50                                          |
| Lesotho                          | 49                                          |
| Gambia                           | 48                                          |
| Camerun                          | 48                                          |
| Guinea                           | 47                                          |
| Tagikistan                       | 47                                          |
| Burkina Faso                     | 47                                          |
| Sudan                            | 47                                          |
| Nicaragua                        | 46                                          |
| Yemen                            | 45                                          |
| Ruanda                           | 45                                          |
| Belize                           | 43                                          |
| Gibuti                           | 42                                          |
| Costa d'Avorio                   | 42                                          |
| Timor Est                        | 41                                          |
| Angola                           | 41                                          |
| Mauritania                       | 40                                          |
| Mongolia                         | 39                                          |
| Grenada                          | 38                                          |
| Benin                            | 37                                          |
| Colombia                         | 37                                          |
| Papua Nuova Guinea               | 37                                          |
| El Salvador                      | 37                                          |
| Mali                             | 36                                          |
| Tanzania                         | 36                                          |
| Afghanistan                      | 36                                          |
| Armenia                          | 36                                          |
| Guyana                           | 35                                          |
| Ucraina                          | 35                                          |
| Paraguay                         | 35                                          |
| Repubblica Dominicana            | 34                                          |
| Kirghizistan                     | 34                                          |
| Myanmar                          | 33                                          |
| Togo                             | 32                                          |
| Bangladesh                       | 32                                          |
| Perù                             | 31                                          |
| Cambogia                         | 31                                          |
| Figi                             | 31                                          |
| Macedonia                        | 31                                          |
| Botswana                         | 30                                          |
| Argentina                        | 30                                          |
| Capo Verde                       | 30                                          |
| Turkmenistan                     | 30                                          |
| India                            | 30                                          |
| Etiopia                          | 29                                          |
| Dominica                         | 29                                          |
| Panama                           | 29                                          |
| Ecuador                          | 29                                          |